# Дубчесские скиты
Дубче́сские скиты — скиты старообрядцев часовенного согласия в долине реки Дубчес вблизи посёлка Сандакчес в Туруханском районе Красноярского края.

## История
На рубеже 1930—1940-х годов в бассейне реки Дубчес в результате многолетнего переселения туда старообрядцев часовенного согласия с Урала и из Западной Сибири образовалась сеть мирских посёлков и монастырей. Старообрядцы спасались в этих глухих таёжных местах от коллективизации и преследований властей. Настоятелями общины во время переселения были отец Мина и отец Симеон. Отец Мина принимал исповедь, а отец Симеон заведовал хозяйственными делами. Главным организатором переселения был отец Антоний, в миру Афанасий Людиновсков, на долю которого выпало и восстановление скитов после их разгрома в 1951 году.
28 марта 1951 года была проведена операция МГБ, в результате которой скиты были разорены, а их обитатели были задержаны. Задержанных старообрядцев пытали, чтобы они выдали тех, кто скрывается. Тридцать три человека, задержанные в ходе этой операции, были осуждены по обвинению в «контрреволюционной агитации» и участии в «контрреволюционной организации» к срокам заключения от 10 до 25 лет.
Однако несколько задержанных во время операции по уничтожению скитов (в том числе Афанасий Мурачёв) смогли сбежать при транспортировке на плотах по реке и почти сразу же стали восстанавливать инфраструктуру скитов. После освобождения из лагерей в 1954 году некоторые старообрядцы вернулись на Дубчес.

## Современность
В 1990-е годы обитатели Дубчесских скитов установили контакты с единоверцами за рубежом, и потомки эмигрантов из России начали регулярно навещать скиты и пополнять число их обитателей. В 1990-е годы в мужском монастыре Дубчесских скитов жили 60-70 человек и в четырёх женских — около трёхсот. К середине 2000-х годов в скитах жили более 3000 человек.

## Рекомендуемые источники
- Урало-Сибирский патерик. Тексты и комментарии. Книга 1 (Том 1-2) редактор: Николай Покровский